# اودون‌جولار (گوراویماق)
اودون‌جولار {{ترکی|Oduncular) (به کردی: Boryan) یک منطقهٔ مسکونی در ترکیه است که در گوراویماق واقع شده‌است. اودون‌جولار ۸۰۲ نفر جمعیت دارد.